# Ignácz Caroly Beôrecz
Ignácz Caroly Beôrecz. även känd under signaturnamnet I. B. Albråten, född 18 maj 1865 i Ungern, död 10 juli 1940 i Arvika stadsförsamling, var en ungersk-svensk målare och musiker (musikdirektör). Han levde tillsammans  med Riborg Böving men de var aldrig gifta. Tillsammans fick de två barn; konstnären Våge Albråten och keramikern Jonni Kyrakides.
Beôrecz reste runt sekelskiftet med sin orkester i Tyskland, Nederländerna, Skottland, Ungern, Norge, Danmark och Sverige. Han bosatte sig i Arvika de sista 30 åren av sitt liv, där han arbetade som lärare i fiol och orkester vid Ingesunds folkhögskola.
Han studerade konst för Bruno Liljefors och debuterade efter studierna med sina landskapsmotiv i Malmö 1913 och 1915 i samband med Konstföreningen för södra Sveriges utställningar.